# Carlo Antonio Stendardi
Carlo Antonio Stendardi, né le août 1721 à Sienne et mort le 6 juillet 1764 à Florence, est un voyageur et diplomate italien.

## Biographie
Carlo Antonio Stendardi naquit à Sienne en 1721. Il entreprit, à l'age de vingt ans, un voyage en Asie. Après une pénible traversée, il gagna le port d'Izmir. Après trois années, il rentra dans sa patrie pour y compléter son éducation. En 1748, il obtint le consulat de Toscane à Constantinople, d'où il écrivit plusieurs lettres sur l'administration et les mœurs du pays. Au bout de sept ans, il fut rappelé par son gouvernement, qui venait de signer la paix avec les puissances barbaresques, et il reçut l'ordre de se rendre à Alger, en qualité de résident. Quoique dépourvu de livres et d'instruments, il entreprit plusieurs observations, et composa un Essai astronomique, qu'il fit paraître sous la date d'Alger, suivi de deux Mémoires sur la nature, les causes, les effets et les remèdes de la peste. Il écrivit aussi quelques Mémoires sur le gouvernement et le commerce d'Alger, et fit une riche moisson de médailles, d'inscriptions, de pierres gravées, de bas-reliefs, et de monuments de toute espèce. Après un assez long séjour dans cette ville, il fut nommé consul à Naples. Stendardi demanda à se rapprocher de sa famille, et en arrivant à Florence, il obtint la place de magistrat du tribunal sanitaire et de la chambre du commerce ; charges assez importantes, dont il exerça les fonctions jusqu'a sa mort, arrivée le 6 juillet 1764. Il était membre de la Colombaria, de I'Académie Florentine et de celle des Apatisti.

## Œuvres
- Saggio astronomico, Alger (Florence), 1732, in-8° ;
- Inni, Livourne, 1763, in-8, fig. ;
- Governo e Commercio d'Algieri ; — Relazione della peste d'Algieri, negli anni 1782-1733 ; — Meteore ed altri fenomeni osservati in Algieri, nel 1733 ; — Relazione della morte di Mehemet Pascià (11 décembre 1734) ; — Descrizione d'un viaggio al Vesuvio ; — Divinazione sopra la luce, dans le tome 13 de la Nuova raccolta Calogerana.